# Hugo Österman
Hugo Victor Österman est né le 5 septembre 1892 à Helsinki mort le 17 février 1975 était un général durant la Première Guerre mondiale puis commandant dans l'Armée finlandaise de 1933 à 1939.

## Lignée
Son père était Viktor Valfrid Österman et sa mère Elin Heikintytär, ils étaient agent de police. Il épouse Marga Emilia Mathilda von Troil en 1919.

## Formation
Il est étudiant entre 1911 et 1915 à Helsinki en langues et sciences.
Il fait aussi l'école de guerre en Suède actuellement école de la défense nationale en 1927-1928. Il fait des voyages d'étude en Italie, Pologne, Hongrie, Lettonie en 1933 et retourne en Suède en 1935 pour la formation de l'armée moderne.
Commandant en 1918, Lt-colonel en 1920, colonel en 1925, major-général en 1930 puis Lt-général en 1935.

## Guerre civile finlandaise

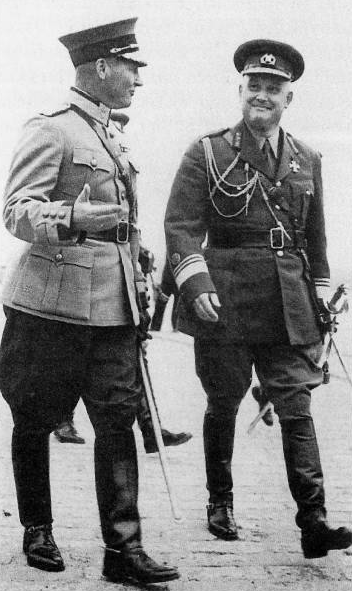
Le chef de l'armée estonienne Johan Laidoner et Hugo Österman lors d'une rencontre secrète à Tallinn en 1938 pour approfondir les relations entre les deux armées.

Il s'engage dans les Jägers finlandais qui seront formés en Allemagne pendant la Première Guerre mondiale comme Lauri Malmberg. Sert dans les Gardes Blanches et fait le serment de Vasa le 25 février 1918, participe à la bataille de Tampere et à la formation du 5e jäger dont il prend le commandement.

## Grande Trêve
Il commande le régiment Pori de 1919 à 1925. Inspecteur de l'infanterie de 1928 à 1932 et sous secrétaire au IIe Gouvernement Svinhufvud. Le 16 janvier 1933 il prend le commandement de l'Isthme de Carélie jusqu'au 2 octobre 1939, date de sa démission. Les lignes de défense de la Ligne Mannerheim avaient été percées. La Guerre d'Hiver fait rage, les combats sont intenses. Le 19 février 1940 il reprend son poste d'inspecteur.
Il est pour six mois agent de liaison avec la Wehrmacht et voyage en Allemagne en partie pour son rôle dans la légion de volontaires SS.

## Après guerre
Il se consacre à l'économie en faisant partie d'une association d'employeurs dont il aura la présidence pendant 15 années.

## Distinctions militaires
| Promotions | Décorations | Dénomination |
| --- | --- | --- |
| - Hilfsgruppenführer : 2 septembre 1915 - Gruppenführer : 6 novembre 1915 - Zugführer : 1er mars 1916 - Oberzugführer : 3 décembre 1916 - Commandant : 11 février 1918 - Lieutenant-colonel : 16 mai 1920 - Colonel : 6 décembre 1925 - Général : 10 juillet 1930 - Major-général : 16 mai 1935 - Général d'État-major : 19 décembre 1930 | Grand Croix du Lion de Finlande · Croix de la Liberté avec étoile 1. classe · Commandant Ordre de la Rose blanche de Finlande 1 classe · Croix de la Liberté 3 classe · Mérite des Gardes de F fer · médaille commémorative avec boucle · médaille commémorative de la Guerre d'Hiver · croix d'or du mérite sportif finlandais · croix de fer pour le mérite · croix de fer 2 classe · Grand Croix de chevalier de l'aigle rouge Allemagne · croix pour le mérite II guerre · GB George VI · Estonie croix du mérite de l'aigle 1 classe · Grand officier de la Légion d'Honneur · Hongrie ordre du mérite 1 classe · Grand Croix de la couronne d'Italie · ordre des trois étoiles Lettonie · Ordre Polonia Restituta · Ruotsin Miekkaritarikunnan suurristin kunniamerkkinauha · Ruotsin Pohjantähden ritarikunnan 1. lk. komentajamerkin kunniamerkkinauha · Suomen Leijonan ritarikunan suurristin rintatähti · croix de la liberté 1 classe · ordre de la Rose Blanche 1 classe commandeur · insigne du chasseur · chevalier grand croix de l'Aigle Allemagne · Grand officier de la Légion d'Honneur · ordre du mérite hongrois · grand croix de l'ordre de la couronne italienne · Latvian Kolmen Tähden ritarikunnan rintatähti · ordre suédois de l'épée1. lk. commandeur du cancer étoilé · Ordre suédois de l'étoile | - Ordre du Lion de Finlande 1 classe - Croix de l'Ordre de la Croix de la Liberté 1 classe - Ordre de la Rose blanche 3 classe - Médaille commémorative de la guerre avec boucle - Médaille commémorative de la Guerre d'Hiver - Croix du mérite sportif - Croix de guerre civile - Insigne des chasseurs - Croix de fer 2 classe - Grand croix de l'Ordre de Kotka - Croix du mérite de guerre - Croix de George VI - Croix de l'ordre de l'Aigle estonien 1 classe - Grand officier de la Légion d'honneur - Ordre du mérite hongrois 1 classe - Grand Croix de l'Ordre de la Couronne d'Italie - Grand Croix de l'ordre des trois étoiles de Lettonie - Médaille d'or de Norvège - Grand Croix de l'Ordre Polonia Restituta - Grand Croix de Ordre de l'Épée de Suède - Commandant de l'Ordre suédois 1 classe |